# 段夫人 (慕容廆)
段夫人（?—?），中国慕容鲜卑首领慕容廆的夫人，前燕开国君主慕容皝的母亲。她的父亲是段部鲜卑的段階，段夫人为慕容廆先后生下儿子慕容皝、慕容仁、慕容昭。她的孫子慕容儁稱帝之後，追尊她武宣皇后。